# Hollage
 (juillet 2023).
Hollage est un quartier de la commune de Wallenhorst, dans le Land de Basse-Saxe.

## Géographie
Hollage est le plus grand quartier de Wallenhorst. Hollage borde les quartiers environnants de Lechtingen et Wallenhorst, et au sud le quartier de Pye de la ville d'Osnabrück. À l'ouest, se trouve l'arrondissement de Steinfurt, qui appartient à la Rhénanie du Nord-Westphalie. Au nord de Hollage se trouve la ville de Bramsche avec le quartier de Pente.
Hollage se situe sur les contreforts ouest de la chaîne des Wiehengebirge à 54 mètres d'altitude et fait partie du Natur- und Geopark TERRA.vita. Le sud du quartier borde le Piesberg.

## Histoire
Le 1er juillet 1972, Hollage est incorporé dans la municipalité de Wallenhorst. Le quartier Hollage de l'actuelle municipalité de Wallenhorst se compose des anciennes fermes et des zones résidentielles de Barlage, Brockhausen, Dörnte, Fiestel et Hollage. Au sein de la commune actuelle de Wallenhorst, on distingue neuf villages de Hollage : Barlage, Brockhausen, Dörnte, Fiestel, Hollager Berg, Moorland, Nasse Heide, Pingelstrang et Sooswiese.
La communauté agricole qui donne son nom au quartier de Hollage se situe au sud du Hollager Berg, mais le centre-ville s'est développé au nord du Hollager Berg dans la communauté agricole de Fiestel. Dans le langage courant, Fiestel disparaît, seule la Fiesteler Straße fait encore référence à l'ancienne paysannerie. Alors que le centre actuel de Hollage, c'est-à-dire l'ancien Fiestel, est rendu presque méconnaissable par les bâtiments modernes, l'ancienne communauté agricole de Hollage est presque inchangée en termes d'inventaire et d'emplacement des cours.
La mairie de Hollage est bâtie en avril 1966. Avant cela, l'administration municipale de Hollage était installée dans l'ancienne école. Après l'incorporation de Hollage dans la plus grande communauté de Wallenhorst, elle devient la mairie de la nouvelle commune jusqu'en 1995. Après l'achèvement du nouvel hôtel de ville au centre de Wallenhorst, l'ancien hôtel de ville est vendu à la paroisse Saint-Joseph., il est le presbytère sous le nom de Phillipp-Neri-Haus.

## Source, notes et références
- (de) Cet article est partiellement ou en totalité issu de l’article de Wikipédia en allemand intitulé « Hollage » (voir la liste des auteurs).

1. ↑  (de) Statistisches Bundesamt, Historisches Gemeindeverzeichnis für die Bundesrepublik Deutschland. Namens-, Grenz- und Schlüsselnummernänderungen bei Gemeinden, Kreisen und Regierungsbezirken vom 27.5.1970 bis 31.12.1982, 1983 (ISBN 3-17-003263-1)